# Orden de la Corona de Yugoslavia
La orden de la corona de Yugoslavia (también conocida como orden de la corona yugoslava) fue instituida por el rey Alejandro I de Yugoslavia el 5 de abril de 1930, para conmemorar el cambio —hecho por él mismo— del nombre de "reino de los serbios, croatas y eslovenos" al de reino de Yugoslavia.

## Historia

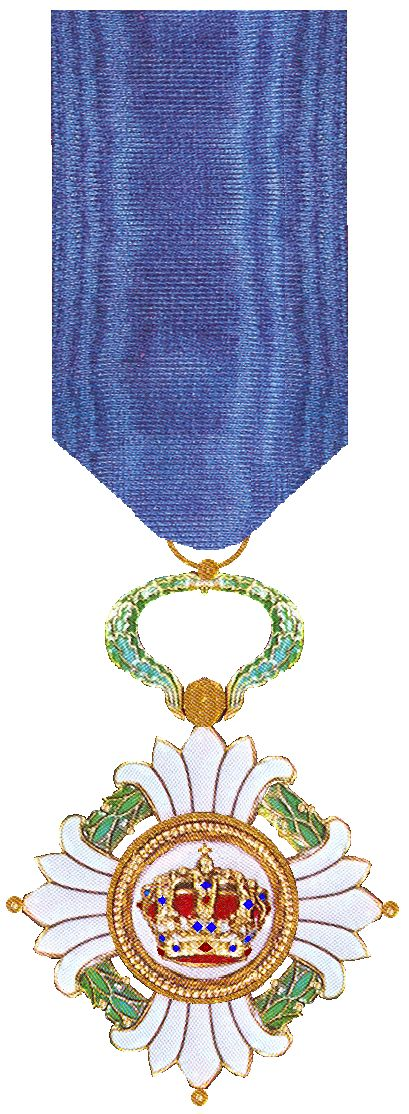
Cruz de Caballero
(Grado

El rey Alejandro ascendió el trono en 1921. Durante una crisis política en 1929 los fuertes movimientos separatistas dentro del país forzaron el rey a suspender temporalmente la Constitución para declarar una dictadura y para marcar mayor énfasis en la unidad nacional, el cual resultó en el cambio del nombre del país a Yugoslavia. La orden fue otorgada a ciudadanos yugoslavos que colaboraron de alguna manera en el aumento o mejora de la unidad nacional o por méritos hacia la Corona o el Estado en el servicio público, así como a los extranjeros que hayan asistido el país. La Orden de la Corona yugoslava fue superior a la Orden de San Sava. La Orden fue conferida por la Corona de Yugoslavia.

## Categorías
La orden de la Corona fue organizada por el conocido esquema de la Legión de Honor y estaba dividida en cinco clases:
- 1.er Grado: Gran Cruz
- 2.do Grado: Gran Oficial
- 3.er Grado: Comendador
- 4.to Grado: Oficial
- 5.to Grado: Caballero

## Descripción

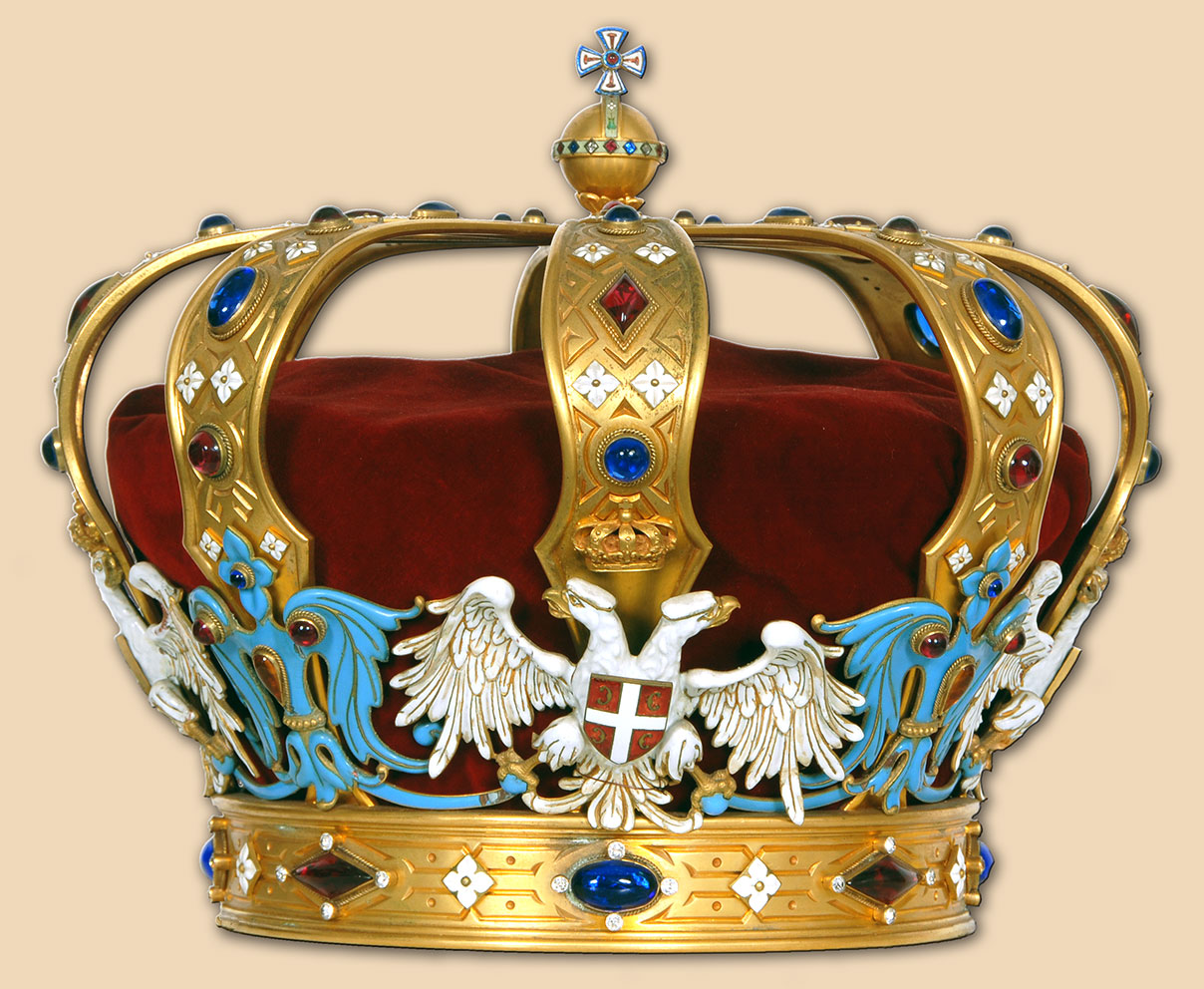
Corona real de Yugoslavia

La insignia del Orden fue hecha por la empresa francesa Arthus Bertrand y la firma suiza Huguenin Freres. Las insignias de los cinco grados de la Orden de la Corona de Yugoslavia se lucen suspendidas de una cinta de moire  de color azul oscuro. El centro de la cruz contiene la imagen de la corona real yugoslava que es parte de la decoración de todos los grados de la orden. En el reverso de la insignia tiene grabada la fecha "3-X-1929" y el monograma real "A". El 1.er y 2.do grados o clases también llevan la placa de la Orden en el lado izquierdo del pecho. El 3.ro, 4.to, y 5.to grados sólo llevan la insignia. La primera clase de la orden es lucida en una banda de moire azul que baja del hombro derecho. La segunda y tercera clase lucen la insignia pendiente de una cinta azul de moire que pende del cuello. La cuarta y quinta clase lucen la insignia pendiente de un lazo azul triangular de moire, colgando en el pecho izquierdo.

## Galardonados
- Príncipe Tomislav de Yugoslavia
- Príncipe-Regente Pablo de Yugoslavia
- Alejandro, príncipe heredero de Yugoslavia
- Pedro II de Yugoslavia
- Príncipe Alejandro Pavlov de Yugoslavia
- Petar Bojović (1930)
- Príncipe Andrés de Yugoslavia
- Viktor Alexander
- Artur Phleps en el ejército rumano (1933)
- Walther von Brauchitsch antes de la Segunda Guerra Mundial (1939).
- Louis Cukela (1888-1956), un croata de Dalmacia que emigró a los EUA en 1913. Es un doble recipiente de la Medalla de Honor del Congreso ya que recibió una por el ejército y la otra por la marina, ambas por la misma acción en combate cuando servía en la 66.ª Compañía de los Marines del 5º Regimiento, en 1918 cerca de Villers-Cotterêts, Francia. Se casó con Minnie Strayer de Miflintown, Pensilvania el 22 de diciembre de 1923, el mismo año en que regresó de su servicio en Haití.